# VM i isracing
VM i isracing är årligt återkommande tävlingar som utser både en individuell mästare såväl som nationsmästare i lag. De båda tävlingarna är separerade. Den individuella tävlingen körs numera i en serieform med ett antal gp-deltävlingar (likt VM i speedway) i januari-april; lagtävlingen körs under två dagar i följd på en förutbestämd arena.
Sovjet, och senare Ryssland, är de länder som historiskt sett dominerat sporten, och gör det än i dag (2012). Även Sverige, Tjeckoslovakien och Finland har fått fram världsmästare.
Förutom i ovanstående länder har tävlingsorter i flera andra länder arrangerat VM-tävlingar. Återkommande tävlingsorter inkluderar Assen (Nederländerna), Inzell (Västtyskland/Tyskland), Hamar (Norge) och Almaty (Kazakstan).

## Olika former
Världsmästerskapet (individuellt) har under åren skiftat i tävlingsform. Från 1966, då tävlingen första gången hade VM-status, har den avgjorts både i två-dagars-tävlingar (efter olika regionala kvalificeringtävlingar) och i en serieform där flera deltävlingars resultat räknas samman i en slutlig tabell.
1966-1993, 1997, 2000: VM-titeln utdelad efter kvaltävlingar och sedan final med två dagars körning på en enda arena. Undantagen var 1969, 1970, 1972 och 1974 då finalen ägde rum under 1 dygn.
1994-1996, 1998-1999, 2001-2011: VM-titeln till den med flest poäng efter ett antal deltvälingar.
2012: VM-tävlingarna avgjordes med semifinaler och final efter att ett antal deltävlingar ställts in.

## Lista över individuella medaljörer i VM
| År               | Ort                                              | Guld                 | Silver               | Brons                |
| ---------------- | ------------------------------------------------ | -------------------- | -------------------- | -------------------- |
| 1966             | Ufa, Moskva                                      | Gabdrachman Kadyrov  | Vjatjeslav Dubinin   | Jurij Dudorin        |
| 1967             | Ufa, Moskva, Leningrad                           | Boris Samorodov      | Vjatjeslav Dubinin   | Vladimir Tsybrov     |
| 1968             | Ufa, Salavat                                     | Gabdrachman Kadyrov  | Vladimir Tsybrov     | Boris Samorodov      |
| 1969             | Inzell                                           | Gabdrachman Kadyrov  | Jurij Lambrozjkij    | Vladimir Tsybrov     |
| 1970             | Nässjö                                           | Antonín Šváb         | Gabdrachman Kadyrov  | Kurt Westlund        |
| 1971             | Inzell                                           | Gabdrachman Kadyrov  | Zjezjuzjev           | Miroslav Spinka      |
| 1972             | Nässjö                                           | Gabdrachman Kadyrov  | Antonín Šváb         | Vladimir Paznikov    |
| 1973             | Inzell                                           | Gabdrachman Kadyrov  | Boris Samorodov      | Vladimir Paznikov    |
| 1974             | Nässjö                                           | Miroslav Spinka      | Vladimir Tsybrov     | Gabdrachman Kadyrov  |
| 1975             | Moskva                                           | Sergej Tarabanko     | Vladimir Tsybrov     | Sergej Kasakov       |
| 1976             | Assen                                            | Sergej Tarabanko     | Miroslav Spinka      | Conny Samuelsson     |
| 1977             | Inzell                                           | Sergej Tarabanko     | Conny Samuelsson     | Zdenek Kudrna        |
| 1978             | Assen                                            | Sergej Tarabanko     | Anatolij Bondarenko  | Anatolij Gladijev    |
| 1979             | Inzell                                           | Anatolij Bondarenko  | Vladimir Lyubizj     | Zdenek Kudrna        |
| År               | Ort                                              | Guld                 | Silver               | Brons                |
| 1980             | Tver                                             | Anatolij Bondarenko  | Sergej Tarabanko     | Vladimir Suchov      |
| 1981             | Assen                                            | Vladimir Ljubizj     | Vladimir Suchov      | Anatolij Gladijev    |
| 1982             | Inzell                                           | Sergej Kasakov       | Per-Olof Serenius    | Vladimir Subbotin    |
| 1983             | Eindhoven                                        | Sergej Kasakov       | Anatolij Bondarenko  | Erik Stenlund        |
| 1984             | Moskva                                           | Erik Stenlund        | Vladimir Suchov      | Jurij Ivanov         |
| 1985             | Assen                                            | Vladimir Suchov      | Jarmo Hirvasoja      | Jurij Ivanov         |
| 1986             | Stockholm                                        | Jurij Ivanov         | Vladimir Suchov      | Erik Stenlund        |
| 1987             | Väst-Berlin                                      | Jurij Ivanov         | Vladimir Suchov      | Vitalij Ruskitj      |
| 1988             | Eindhoven                                        | Erik Stenlund        | Jurij Ivanov         | Sergej Ivanov        |
| 1989             | Alma-Ata                                         | Nikolaj Nistzjenko   | Jurij Ivanov         | Vladimir Suchov      |
| År               | Ort                                              | Guld                 | Silver               | Brons                |
| 1990             | Göteborg                                         | Jarmo Hirvasoja      | Nikolaj Nistzjenko   | Sergej Ivanov        |
| 1991             | Assen                                            | Sergej Ivanov        | Per-Olof Serenius    | Michael Lang         |
| 1992             | Frankfurt                                        | Juri Ivanov          | Antonin Klatovsky    | Stefan Svensson      |
| 1993             | Saransk                                          | Vladimir Fadejev     | Aleksandr Balazjov   | Michael Lang         |
| 1994 10 deltävl. | Saransk Inzell Almaty Assen Hamar                | Aleksandr Balazjov   | Per-Olof Serenius    | Vjatjeslav Nikulin   |
| 1995 10 deltävl. | Krasnogorsk Berlin Warszawa Assen Hamar          | Per-Olof Serenius    | Aleksandr Balazjov   | Vjatjeslav Nikulin   |
| 1996 10 deltävl. | Krasnojarsk Frankfurt Warszawa Assen Hamar       | Aleksandr Balazjov   | Juri Polikarpov      | Vjatjeslav Nikulin   |
| 1997             | Assen                                            | Kyril Drogalin       | Aleksandr Balazjov   | Jari Ahlbom          |
| 1998 10 deltävl. | Saransk Krasnogorsk Berlin Inzell Assen          | Aleksandr Balazjov   | Kyril Drogalin       | Vjatjeslav Nikulin   |
| 1999 10 deltävl. | Assen Saransk Krasnogorsk Inzell Berlin Karlstad | Vladimir Fadejev     | Aleksandr Balazjov   | Vjatjeslav Nikulin   |
| År               | Ort                                              | Guld                 | Silver               | Brons                |
| 2000             | Assen                                            | Kyril Drogalin       | Franz Zorn           | Vladimir Fadejev     |
| 2001 8 deltävl.  | Krasnogorsk Saransk Assen Berlin                 | Kyril Drogalin       | Vladimir Fadejev     | Vjatjeslav Nikulin   |
| 2002 8 deltävl.  | Jekaterinburg Saransk Assen Inzell               | Per-Olof Serenius    | Vjatjeslav Nikulin   | Juri Polikarpov      |
| 2003 6 deltävl.  | Saransk Assen Berlin                             | Vitalij Chomitsevitj | Günther Bauer        | Vladimir Lumpov      |
| 2004 8 deltävl.  | Krasnogorsk Ufa Assen Berlin                     | Dmitrij Bulankin     | Vitalij Chomitsevitj | Nikolaj Krasnikov    |
| 2005 6 deltävl.  | Saransk Assen Berlin                             | Nikolaj Krasnikov    | Vitalij Chomitsevitj | Ivan Ivanov          |
| 2006 4 deltävl.  | Saransk Assen                                    | Nikolaj Krasnikov    | Junir Bazejev        | Mikhail Bogdanov     |
| 2007 6 deltävl.  | Ufa Assen Berlin                                 | Nikolaj Krasnikov    | Vitalij Chomitsevitj | Ivan Ivanov          |
| 2008 6 deltävl.  | Saransk Assen Berlin                             | Nikolaj Krasnikov    | Vitalij Chomitsevitj | Franz Zorn           |
| 2009 8 deltävl.  | Krasnogorsk Ufa Berlin Assen                     | Nikolaj Krasnikov    | Daniil Ivanov        | Franz Zorn           |
| År               | Ort                                              | Guld                 | Silver               | Brons                |
| 2010 9 deltävl.  | Toljatti Saransk Innsbruck Assen Berlin          | Nikolaj Krasnikov    | Daniil Ivanov        | Dmitrij Chomitsevitj |
| 2011 8 deltävl.  | Krasnogorsk Toljatti Assen Inzell                | Nikolaj Krasnikov    | Igor Kononov         | Daniil Ivanov        |
| 2012 8 deltävl.  | Krasnogorsk Ufa Assen Uppsala                    | Nikolaj Krasnikov    | Daniil Ivanov        | Dmitrij Chomitsevitj |
| 2013 10 deltävl. | Krasnogorsk Toljatti Assen Inzell Uppsala        | Daniil Ivanov        | Dmitrij Koltakov     | Dmitrij Chomitsevitj |
| 2014 8 deltävl.  | Krasnogorsk Blagoveshchensk Assen Inzell         | Daniil Ivanov        | Dmitrij Koltakov     | Dmitrij Chomitsevitj |
| 2015 10 deltävl. | Krasnogorsk Toljatti Alma Ata Assen Inzell       | Dmitrij Koltakov     | Daniil Ivanov        | Dmitrij Chomitsevitj |
| 2016 10 deltävl. | Krasnogorsk Alma Ata Berlin Assen Inzell         | Dmitrij Chomitsevitj | Dmitrij Koltakov     | Daniil Ivanov        |
| 2017 10 deltävl. | Toljatti Shadrinsk Alma Ata Berlin Heerenveen    | Dmitrij Koltakov     | Igor Kononov         | Dmitrij Chomitsevitj |
| 2018 10 deltävl. | Astana Toljatti Berlin Inzell Heerenveen         | Dmitrij Koltakov     | Daniil Ivanov        | Dmitrij Chomitsevitj |